# Astrostole multispina
Astrostole multispina is een zeester uit de familie Asteriidae.
De wetenschappelijke naam van de soort werd in 1950 gepubliceerd door Ailsa McGown Clark.